# Сергиево (Московская область)
Сергиево — деревня в Одинцовском районе Московской области, в составе сельского поселения Ершовское. Население 41 человек на 2006 год, в деревне числятся 2 садовых товарищества. До 2006 года Сергиево входило в состав Каринского сельского округа.
Деревня расположена на северо-западе района, в 12 километрах на запад от Звенигорода, на правом берегу реки Рузделька, высота центра над уровнем моря 175 м.
Впервые в исторических документах деревня встречается в писцовой книге 1558 года, как деревня Болванниково Сергеево на Ненаебухе, принадлежавшая Савво-Сторожевскому монастырю. После секуляризационной реформы 1764 года деревня числилась в Покровской волости, на 1800 год в ней было 23 двора, 107 мужчин и 102 женщины. На 1852 год в казённая деревне Сергиево числилось 44 двора, 114 душ мужского пола и 135 — женского, в 1890 году — 263 человека. По Всесоюзной переписи 17 декабря 1926 года числилось 45 хозяйств и 209 жителей, по переписи 1989 года — 30 хозяйств и 64 жителя.